# Armada Republike Severne Makedonije
Armada Republike Severne Makedonije (kratica: ARSM) je naziv za oborožene sile Republike Severne Makedonije.
ARSM je strateško organizirana kot kopenska vojska z vojnim letalstvom in vojno rečno floto kot podpornima vejama kopenske vojske (ne obstajata kot samostojni veji oboroženih sil).

## Moštvo
Leta 2000 je imela ARM:
- 8.000 profesionalnih vojakov,
- 8.000 nabornikov in
- 60.000 rezervistov.

ARM danes je celotno profesionalna.

## Organizacija
- Kumanovski korpus
2-3 brigade mešane sestave
- Bitolski korpus
2-3 brigade mešane sestave
- Skopski korpus
2-3 brigade mešane sestave
- 3 samostojne brigade
- Obmejna brigada
- Vojna flota
700 vojakov na 9 hitrih patruljnih čolnih
- Vojno letalstvo
Helikopterska enota

## Oborožitev in oprema

### Oborožitev
- 4 tanki T-34
- 125 tankov T-55
- 40 oklepnih transporterjev BRDM-2
- 50 oklepnih transporterjev M113
- 100 oklepnih avtomobilov HMMWV
- 150 minometov 60 in 120 mm
- 400 vlečnih orožij 105, 122 in 152 mm
- 865 protitankovskih topov
- 125 večcevnih raketometov
- 12 jurišne helikopterje Mi-24
- 8 transportnih vojaških helikopterjev UH-1

## Bojno delovanje
ARSM je bojno delovala na področju lastne države proti OVK, ki je poskušala zanetiti državljansko vojno marca 2001.